# 19 de febrer
El 19 de febrer és el cinquantè dia de l'any del calendari gregorià. Queden 315 dies per a finalitzar l'any i 316 en els anys de traspàs.

## Esdeveniments
Països Catalans
- 1416, Principat de Catalunya: Ferran I d'Antequera converteix el títol de duc de Girona en el de príncep de Girona a l'hora d'atorgar-lo a l'hereu del tron catalano-aragonès, el futur Alfons IV el Magnànim.
- 1922,
  - Les Corts, Barcelona: Es posa la primera pedra del nou camp de futbol del Barcelona, el Camp de les Corts.
  - Barcelona: Es funda el Patronat Escolar de Barcelona, organisme de gestió dels grups escolars públics de la ciutat, dissolt al 1939.[1]
  - Barcelona, Es comença a publicar La Veu punxaguda, revista mensual del grup teatral Companyia Belluguet, de Lluís Masriera.[2]

Resta del món
- 197: a Lugdúnum (l'actual Lió), l'emperador romà Septimi Sever (145-211) derrota l'usurpador Clodi Albí (147-197) en la batalla de Lugdúnum, la més sanguinària entre exèrcits romans.
- 607: Bonifaci III és nomenat papa.
- 1815 - El Tejar (Província de Jujuy, Argentina): l'exèrcit espanyol guanya el combat del Tejar durant la Guerra de la Independència Argentina.
- 1819: L'explorador britànic William Smith descobrix les Illes Shetland del Sud.[3]
- 1861: La servitud és abolida a l'Imperi Rus.[4]
- 1878: Thomas Edison patenta el fonògraf.
- 1915, Primera Guerra Mundial: Comença la Batalla de Gal·lípoli.
- 1941: Es crea l'Afrika Korps al comandament d'Erwin Rommel.
- 1942:
  - La Marina Imperial Japonesa ataca Darwin, a Austràlia en el Bombardeig de Darwin.[5] a Austràlia
  - Franklin D. Roosevelt signa el decret que permet a les forces armades nord-americanes crear camps de concentració per a internar als japonesos americans.[6]
- 1943: Comença la batalla del Pas de Kasserine a Tunis.[7]
- 1945: Batalla d'Iwo Jima, 30.000 marines nord-americans desembarquen a Iwo Jima.
- 1963: es publica The Feminine mystique, assaig de Betty Friedan que marca una fita en la història del feminisme.[8]
- 1964: França enderroca el govern colpista a Gabon i restaura el règim de M'ba.

## Naixements
Països Catalans
- 1802, Traiguera, Baix Maestrat: Pere Labèrnia Esteller, lingüista valencià (m. 1860).
- 1817, Vic: Josep Xifré i Mussach, religiós cofundador i tercer superior general de la Congregació dels Missioners Fills de l'Immaculat Cor de Maria (m. 1899).
- 1841, Tortosa: Felip Pedrell i Sabaté, compositor, pedagog musical, musicòleg i crític musical català, capdavanter del nacionalisme musical a Catalunya.
- 1858, Carcaixent, la Ribera Alta: Julià Ribera Tarragó, filòleg arabista valencià (m. 1934).
- 1862, Barcelona: Emília Coranty Llurià, pintora i professora de dibuix (m. 1944).[9]
- 1878, Kristiania, Noruega: Harriet Bosse, actriu sueco-noruega (m. 1961).[10]
- 1887, Ciutadella de Menorca: Margarita Florit Anglada, mestra i pedagoga menorquina (m. 1956).[11]
- 1951, Barcelona: Maria Àngels Viladot, sociolingüista catalana.

Resta del món
- 1473, Toruń: Nicolau Copèrnic, astrònom polonès, fundador de l'astronomia moderna.
- 1743, Lucca: Luigi Boccherini, violoncel·lista i compositor italià (m. 1805).[12]
- 1761, Blomberg: Anton Heinrich Pustkuchen, compositor alemany del Barroc.
- 1833, Ginebra, Suïssa: Élie Ducommun, periodista suís, Premi Nobel de la Pau 1902 (m. 1906).
- 1859, Viks slott, Suècia: Svante August Arrhenius, químic suec, premi Nobel 1903 (m. 1927).
- 1862, Viena: Rosalie de Fitz-James: aristòcrata i salonnière francesa (m. 1923).[13]
- 1866, Comtat de Greene, Alabama: Mary Anderson, inventora de l'eixugaparabrises (m. 1953).[14]
- 1877, Berlín, Alemanya: Gabriele Münter, pintora alemanya del moviment expressionista alemany (m. 1962).[15]
- 1884, Mollina, Málagaː Elisa López Velasco, mestra i pedagoga espanyola.[16]
- 1896, Tinchebray, Orne (França): André Breton, escriptor francès (m. 1966).[17]
- 1911, Bombai, Índia Britànica: Merle Oberon, actriu de cinema britànica (m. 1979).[18]
- 1921, el Caire: Aida Stucki, violinista i professora suïssa de gran renom internacional (m. 2011).[19]
- 1917, Columbus, Geòrgia: Carson McCullers, escriptora estatunidenca, una de les autores més notables del segle xx (m. 1967).[20]
- 1930, Nova York, EUA: John Frankenheimer, director de cinema estatunidenc (m. 2002).
- 1941, Washington, EUA: David Gross, físic estatunidenc, Premi Nobel de Física de l'any 2004.
- 1943,
  - Neston, Cheshire, Anglaterra: Tim Hunt, bioquímic anglès, Premi Nobel de Medicina o Fisiologia de l'any 2001.
  - Grudziądz: Stefania Toczyska, mezzosoprano polonesa.[21]
- 1945, Jujuy, Argentina: Ángela Auad (m. 1977) activista social argentina assassinada per la Dictadura militar.[22]
- 1948, O Carballiño, Ourense: María Teresa Miras Portugal, científica espanyola, catedràtica de Bioquímica i Biologia molecular.[23]
- 1953, Madrid, Espanya: Victoria Vera, actriu espanyola.[24]
- 1955, Northfield, Minnesota: Siri Hustvedt, novel·lista, assagista i poeta estatunidenca.[25]
- 1956, Burlington (Massachusetts), Estats Units d'Amèrica: Roderick MacKinnon, bioquímic nord-americà, Premi Nobel de Química de l'any 2003.
- 1961, Londres, Anglaterra: Justin Fashanu, futbolista angles gai. A la seva memòria, el 19 de febrer se celebra el «Dia Internacional contra l'Homofòbia en el Futbol».
- 1964, Washington DC: Jennifer Doudna, investigadora nord-americana, Premi Nobel de Química de 2020.[26]
- 1981, 
  - Searcy, Arkansas: Beth Ditto, cantant estatunidenca coneguda pel seu treball a la banda The Gossip.[27]
  - Brasil: Leandra Medeiros Cerezo, –Lea T–, model transgènere nascuda al Brasil i criada a Itàlia.[28]
- 1985, Užice, RFS Iugoslàvia: Milovan Raković, jugador de bàsquet serbi.
- 1986, Dois Riachos (Alagoas), Brasil: Marta, 6 cops declarada millor futbolista del món.[29]

## Necrològiques
Països Catalans
- 1682 - Barcelona: Lluís Vicenç Gargallo, compositor i músic barroc (n. ca. 1636).
- 1929 - Godella, Horta Nord: Lambert Alonso i Torres, tenor i pintor valencià (n. 1863).
- 1936 - Barcelona: Dolors Lleonart i Casanovas, una de les primeres metgesses catalanes (n. 1866).[30]
- 1939 - 
  - Abrera: Fèlix Figueres i Aragay, alcalde d'Olesa de Montserrat, afusellat.
  - Abrera: Lluïsa Xifré Morros, militant antifeixista, afusellada (n. 1893)[31]
- 2021 - Barcelona: Antònia Sanjuan i Vidal –Antoñita Rusel–, cantant dels anys 40 i 50 del segle xx (n. 1923).[32]

Resta del món
- 1897 - Berlín: Karl Weierstrass, matemàtic (n. 1815).
- 1903 - Gorizia: Karl von Scherzer, explorador, diplomàtic i científic austríac.
- 1951 - París (França): André Gide, escriptor francès, Premi Nobel de Literatura de 1947 (n. 1869).[17]
- 1952 - Grimstad, Aust-Adger (Noruega): Knut Hamsun, escriptor noruec, Premi Nobel de Literatura de 1920 (n. 1859).
- 1957 - 
  - Lens (Pas-de-Calais), França: Maurice Garin guanyador del primer Tour de França.
  - Estocolm, Suècia: Marta Toren, actriu de cinema sueca (m. 1925).[33]
- 1969 - Pasadena (Califòrnia), Estats Units: Madge Blake, actriu estatunidenca.[34]
- 1975 - Florència, Itàlia: Luigi Dallapiccola, compositor i pianista italià (n. 1904).[35]
- 1988 - Great Barrington, Massachusetts (EUA): André Fréderic Cournand, metge estatunidenc d'origen francès, Premi Nobel de Medicina o Fisiologia de l'any 1956 (n. 1895).
- 1990 - San Andrés Cholula: Edris Rice-Wray, metge, científica i activista nord-americana, pionera en la recerca mèdica (n. 1904).
- 2012 - 
  - La Jolla, Califòrnia (EUA): Renato Dulbecco, biòleg estatunidenc d'origen italià, Premi Nobel de Medicina de 1975 (n. 1914).
  - New Haven: Ruth Barcan Marcus, filòsofa i lògica estatunidenca, especialista en lògica modal (n. 1921).[36]
- 2014 - Debrecen, Hongria: Szilárd Borbély, escriptor, poeta i acadèmic hongarès.
- 2016 -
  - Milà, Itàlia: Umberto Eco, escriptor italià (n. 1932).
  - Monroeville, Alabama: Harper Lee, escriptora nord-americana (n. 1926).[37]

## Festes i commemoracions

### Diades
- Dia internacional contra l'homofòbia en el futbol[38]

### Santoral[39]

#### Església Catòlica[40]
- Sants al Martirologi romà (2011): Quodvultdeus de Cartago, bisbe (439); Monjos màrtirs de Palestina (507); Mansuet de Milà, bisbe (680); Barbat de Benevent, bisbe (682); Jordi de Vabres, monjo (877); Procle de Bisignano, monjo (ca. 970); Llúcia Yi Zhenmei, màrtir (1862).
  - Beats al Martirologi romà: Bonifaci de Lausana, bisbe (1261); Conrad de Piacenza, eremita (1351); Àlvar de Còrdova, dominic (1430); Elisabetta Picenardi, monja (1468); Josef Zaplata, monjo i màrtir (1945).
- Sants que no figuren al Martirologi romà: Auxibi de Soli, bisbe (s. I); Gabí de Roma, prevere i màrtir (295); Publi, Julià, Marcel i màrtirs d'Àfrica; Zambdas de Jerusalem, bisbe màrtir (ca. 304); Mesrop el Lector, místic d'Armènia (441); Valeri d'Antíbol, bisbe (ca. 450); Odrà d'Irlanda (ca. 452); Tiermael de Léon (s. VI); Llop de Chalon-sur-Saône, bisbe (591 o 601); Inwen de Tregor, eremita (s. VII); Acca de Hexham, bisbe (742); Beat de Liébana, monjo (789); Trasari de Sankt-Wandrille (816); Jordi de Lodeva, bisbe (ca. 884); Belina de Troyes, verge i màrtir (1135).
- Beats que no figuren al Martirologi romà: Antoni de Saxònia i franciscans màrtirs de Bulgària (1361).
- Venerables: Hedwiga de Cappenberg, priora (s. XII).

#### Església Copta
- 12 Meixir: Miquel arcàngel; Glasi, monjo.

#### Església Apostòlica Armènia
- 30 Arac': Natan, profeta; Bukolos d'Esmirna, deixeble dels apòstols (100); Abraham d'Arbela; Concili d'Efes (431); Lleó II d'Armènia, rei.

#### Església Ortodoxa (segons el calendari julià)
- Se celebren els corresponents al 3 de març del calendari gregorià.

#### Església Ortodoxa (segons el calendari gregorià)
Corresponen als sants del 6 de febrer del calendari julià.
- Sants: Boukolos d'Esmirna, bisbe (100); Dorotea, Cristina, Calixta i Teòfil de Cesarea, màrtirs (ca. 300); Julià d'Emessa, metge i màrtir (304); Marta, Mari i Licarió d'Egipte, germans i màrtirs; Fausta, Evilasi i Màxim de Cízic, màrtirs (ca. 310); Barsanufi el Vell, monjo, i Joan de Gaza el Profeta (segle vi); Constancia de Javron, monjo (570); Foci I de Constantinoble, bisbe (891); Dorotea de Kaixin, monja (1629); Adrià d'Úglitx; Dmtrij i Anatolij, màrtirs (1921); Vassilij, prevere màrtir (1930); Vassilij Nadezhnin de Moscou, prevere màrtir (1937); Aleksandr, prevere màrtir (1938).; Iurij Skobtsov, màrtir a Buchenwald (1944); Teòfanes de Poltava, arquebisbe.

##### Església Ortodoxa Grega
- Faust, Basili, Silvà i màrtirs de Darion; Jaume l'Asceta de Síria (ca. 460); Joan de Tebes, monjo.

##### Església Ortodoxa de Geòrgia
- Arseni d'Ikalto, monjo (1112).

#### Esglésies luteranes
- Pierre Brully, prevere i màrtir (1545) (Església Evangèlica d'Alemanya)